# 希臘州份
2011年年前，希腊行政区划包括13个大区，下辖51个州。另有三个大州，包括雅典-比雷埃夫斯大州，下辖雅典和比雷埃夫斯两个州；兹拉马-卡瓦拉-克桑西大州下辖兹拉马、卡瓦拉、克桑西三个州和罗多彼-埃夫罗斯大州下辖罗多彼和埃夫罗斯两个州。2011年的行政改革，州被廢除，以大區下轄的專區取代。
根据希腊宪法，州为二级行政机构（nomos，nomoi）。以前各州州长是由中央政府任命，但经过1994年的改革，州级为自治政体，自行选举州长，中央政府将地方事务行政权力基本完全下放到州政府，州议会包括21-37名议员，州长经过州议会批准可以任命4-6名助理。
大州有大州的议会和大州长，但大州首脑只具有礼仪性质，不具有行政权力。
州议会每四年选举一次，州长选举第一轮许赢得42%的选票，否则赢得选票最多的两个人需要进行第二轮选举。
| 1. 阿提卡州（分为四個州，見下） 2. 埃維亞州 3. 埃夫里塔尼亞州 4. 福基斯州 5. 弗西奧蒂斯州 6. 維奧蒂亞州 7. 哈爾基季基州 8. 伊馬夏州 9. 基爾基斯州 10. 派拉州 11. 皮埃里亞州 12. 塞雷州 13. 塞薩洛尼基州 14. 哈尼亚州 15. 伊拉克利翁州 16. 拉西錫州 17. 雷西姆農州 18. 茲拉馬州 19. 埃夫羅斯州 20. 卡瓦拉州 21. 羅多彼州 22. 克桑西州 23. 阿爾塔州 24. 約阿尼納州 25. 普雷韋扎州 26. 塞斯普羅蒂亞州 | 1. 克基拉州 2. 凱法利尼亞州 3. 萊夫卡斯州 4. 扎金索斯州 5. 希俄斯州 6. 萊斯沃斯州 7. 薩摩斯州 8. 阿卡迪亞州 9. 阿爾戈利斯州 10. 科林西亞州 11. 拉科尼亞州 12. 麥西尼亞州 13. 基克拉澤斯州 14. 佐泽卡尼索斯州 15. 卡爾季察州 16. 拉里薩州 17. 馬格尼西亞州 18. 特里卡拉州 19. 阿哈伊亞州 20. 埃托利亞和阿卡納尼亞州 21. 伊利亞州 22. 弗洛里納州 23. 格雷韋納州 24. 卡斯托里亞州 25. 科扎尼州 a 阿索斯山修道院共同體（自治政體） |  |

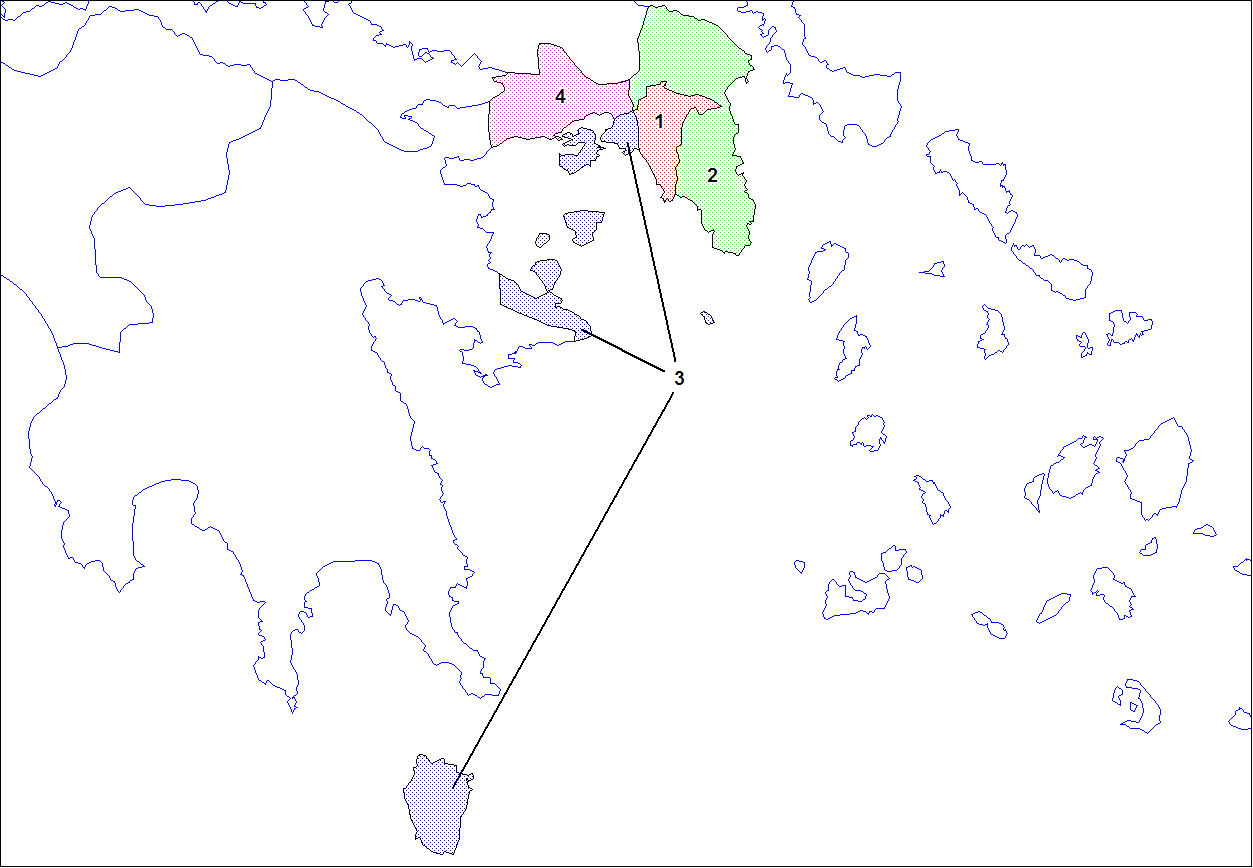
阿提卡州內的四個州

阿提卡州管辖雅典和比雷埃夫斯和另两个州，不过这四个州进有特殊地位，在希腊语中不是“州”（νομός），而是（νομαχια）：
1. 雅典州
2. 東阿提卡州
3. 比雷埃夫斯州
4. 西阿提卡州